# Retaule dels Set Sagraments (Gherardo di Jacopo, Starnina)
El Retaule dels Set Sagraments és una obra realitzada entre 1396-1397 atribuïda a Gherardo Starnina per a la Cartoixa de Porta Coeli i actualment està en el Museu de Belles arts de València.

## Localització
Aquesta obra va ser encarregada per fra Bonifaci Ferrer a Gherardo di Jacopo ‘Starnina', la culminació de la qual va tindre lloc, segons Hériard Dubreuil, entre 1396-1398. El retaule procedeix de la cartoixa de Portaceli, passant a l'antic Museu Provincial de Pinturas (ara Museu de Belles Arts) aproximadament en 1837, arran la desamortització de Mendizábal.

## Anàlisi formal i estilística
Per a separar i enriquir dls diferente episodis, s'ha utilitzat una arquitectura estructural de traceries gòtiques decorada en or, l'ús del qual és fonamental en la pintura dels segles XIII al XV ja que mostra una relació entre l'espai i la llum com a concepte plàstic. Les taules que la conformen van ser realitzades amb la tècnica del tremp sobre taula.
El carrer central es caracteritza per una composició triangular i compacta que es recolza en la creu. El passatge del carrer esquerre del retaule evoca el moviment amb la caiguda del genet del cavall. A l'àtic superior del retaule estan representades tres episodis amb el mateix esquema compositiu: una arquitectura cenyida d'or, i en la part central tres figures femenines sobre fons fosc. En la part inferior la predel·la mostra diferents pasatges en les quals, mitjançant decoració composta per arcs i or, es mostra una heterogeneïtat de personatges en posa oratòria.
Sens dubte, Gherardo Starnina, també sobrenomenat pictor civis València o pictor civies Florencia, va ser un destacat promotor del vessant florentí i flamenc del gòtic internacional. Així doncs, aspectes com l'espai, el coneixement perspectiu, el volum de les figures o la pròpia expressivitat dels rostres resumeixen els trets estilístics de l'època i, més concretament, de l'obra. Partint de l'ombra, realitza un modelatge amb colors predominantment blancs, rojos i ocres.
Com a característiques específiques de cada estil, el gòtic internacional mostra línies ondulants i sinuoses que tendeixen a un preciosisme refinat. Aquesta pintura serveix de base a la difusió de la pintura flamenca a València. S'hi fa una valoració de la línia, el moviment i una exaltació cromàtica. Es menysprea el volum, augmentant la representació de paisatges i arquitectures, no com a representacions realistes sinó com a elements simbòlics de caràcter decoratiu.
Dita obra és clau per a comprendre l'impacte que va tindre l'estil gòtic internacional a la ciutat de València, l'execució de la qual es va dur a terme en un taller local amb elements autòctons com la fusteria o els daurats.

## Aproximació al significat
La taula principal mostra el Sacrifici de Crist en la Creu per a redimir el pecat original, possibilitant d'aquesta manera la salvació als fidels a través dels sagraments que naixen de la seua sang i estan plasmats en forma de medallons: Baptisme, Eucaristia, Confirmació, Penitència, Orde sacerdotal, Matrimoni i Extremaunció. Això mostra la importància durant el segle XV dels cicles sobre la llegenda de la Santa Cruz i la seua plasmació artística.
D'aquesta manera, també és important acudir a la font literària, ja que sant Agustí descriu el naixement dels set sagraments: "Ut illic quodammodo vitae ostium panderetur, unde sagramenta Ecclesiae manaverunt, sine quibus ad vitam, quae vora vita est, senar intratur".
Un altre aspecte important que envolta tota l'obra és l'ús de la llum, element fonamental també en el pla simbòlic ja que es relaciona directament amb la divinitat, embolicant a l'espectador fora de l'espai i del temps.
Respecte al carrer lateral dret, es representa el Baptisme de Crist, considerat el primer dels set sagraments. Així doncs, sant Joan Baptista, l'últim profeta veterotestamentari, identifica Jesús com Ecce Agnus Dei. De la mateixa manera, Jesús els va donar estes últimes paraules als apòstols: “El que creguera i fora batejat, serà excepte; mes el que no creguera, serà condemnat” (Mc 16.16). D'altra banda, el carrer lateral esquerra es dedica a la Conversió de sant Pau, al qual se li va aparéixer Crist ressuscitat i es va convertir al catolicisme en el segle I d. C. Este últim tema fa al·lusió a la seua pròpia “conversió” a la vida religiosa. Així mateix, el Nou Testament plasma de manera literària aquesta escena: "Saulo, alumne del gran rabí fariseu Gamaliel, havia perseguit els cristians, però es va convertir sobtadament en el camí a Damasc quan el nostre Senyor se li va aparéixer en la Seua glòria ressuscitada" (Hch 9:1-9).
La predel·la, per la seua part, té com a tema principal la mort, centrant-se en la imatge del Vir dolorum al costat de la Lapidació de sant Esteban i la Decapitació de sant Joan Baptista. De la mateixa manera, apareix el propi comitent, fra Bonifaci Ferrer, amb els seus dos fills Joan I Francesc. Així mateix, la seua dona al costat de les seues sis filles mortes estan representades amb vestidures blanques i corones de roses anunciant la seua primerenca mort.
Finalment, en la part superior observem un discurs visual que s'identifica en el centre amb la salvació en el Judici Final aconseguida mitjançant el baptisme. Així doncs, els justos se salvaran gràcies a la intercessió de María. I en l'àtic dels carrers laterals es representa la salutació angèlica, a l'esquerra la figura de l'arcàngel Gabriel i a la dreta la Mare de Déu.
Este retaule va ser comissionat per Bonifacio Ferrer a Gherardo di Jacopo ‘Starnina’ una vegada va ingressar com a prior de la Cartoixa de Porta Coeli a la fi del segle XIV. Així doncs, la representació del comitent i la seua família mostra com va ser el propi promotor qui es va encarregar de confeccionar una temàtica particular allunyada de les habituals hagiografies.
En aquesta obra es narra la trajectòria vital de fra Bonifacio Ferrer, el germà del qual, sant Vicent Ferrer, va promoure la seua entrada a la Cartoixa de Porta Coeli. Una possible interpretació del retaule és el procés penal de fra Bonifacio Ferrer entre els anys 1388 i 1395, ja que durant este plet van morir tràgicament la seua esposa i gran part dels seus fills a excepció de Joan i Francesc.
Respecte al context històric, es situa en un moment en el qual València és una cruïlla de cultures de tot Europa i rep artistes de tot el continent. No obstant això, un motiu clar pel qual s'al·ludeix als set sagraments és el Cisma d'Avinyó, una important crisi que es tracta de resoldre mitjançant la unió eclesiàstica.